# On Fire (Lil Wayne)
On Fire is een nummer van de Amerikaanse rapper Lil Wayne. Het nummer werd uitgebracht op 3 december 2009 door het platenlabel Cash Money/Universal Motown en behaalde de 62e positie in de Billboard Hot 100.